# Harry Adams
Pour les articles homonymes, voir Adams.
Harry Adams (né le 27 novembre 1989 à Fort Lauderdale) est un athlète américain, spécialiste des épreuves de sprint.

## Biographie
Étudiant à l'Université d'Auburn, il franchit pour la première fois de sa carrière la barrière des dix secondes, le 6 juin 2012, en établissant le temps de 9 s 96 (+1,4 m/s) lors des championnats NCAA en plein air de Des Moines, dans l'Iowa où il s'impose sur 100 m, 200 m et au titre du relais 4 × 100 mètres.

## Records
| Épreuve | Performance | Lieu         | Date          |
| ------- | ----------- | ------------ | ------------- |
| 100 m   | 9 s 96      | Des Moines   | 6 juin 2012   |
| 200 m   | 20 s 10     | Coral Gables | 14 avril 2012 |